# 华南理工大学体育学院
华南理工大学体育学院（简称：华工体育学院）是华南理工大学下属的学院，成立于2006年1月。

## 历史沿革
体育学院源自于1952年华南工学院组建时期便成立的的体育教研室，为直属学校的教学行政单位，负责全校的体育相关事务，包括体育课和国防体育的教学等。文革时期所有教师被下放至五七干校，体育工作暂停。文革结束后，体育教研室恢复运作，并在1977年和1979年举办了两届体育师资班，以培养体育师资队伍。1986年，华工成为中国首批试办高水平运动队的高等院校之一。1990年，体育教研室改称体育部。
2006年1月，以体育部为基础的华南理工大学体育学院正式挂牌成立。2007年，学院开始面向全国招收本科运动训练专业学生。2011年，获得体育学一级学科硕士授予权；2014年，获得专业硕士学位点。

## 组织机构

### 系所中心
- 公共体育系
- 竞技体育系
- 运动科学系
- 运动与健康管理中心（学生体质测试中心）
- 体育场馆管理中心
- 广东省体育产业发展研究基地
- 广东省戒毒人员体质监测与康复训练研究基地

### 学院领导
- 党委书记：梁大为
- 院长：樊莲香
- 副院长：高晓波、霍德利、张瞻铭
- 党委副书记：樊莲香、黄广发
- 纪委书记：黄广发

## 学术科研

### 学科专业
截至2020年5月，体育学院共有如下的研究生学位授权点和本科专业：
- 硕士学位授权点：体育学（一级学科）
- 专业硕士学位点：体育学
- 本科专业：运动训练

### 竞赛队伍
| - 高水平运动队 - 乒乓球队 - 女子篮球队 - 男子篮球队 - 游泳队 - 足球队 - 田径队 | - 运动训练队 - 羽毛球队 - 健美操队 - 网球队 - 高尔夫队 - 男子排球队 - 女子排球队 - 跆拳道队 | - 大学生队 - 健美操队 - 男子排球队 - 武术队 - 女子排球队 - 定向越野队 |

## 知名院友
- 高琦（2009级本科）：足球运动员、前中国国家队队员
- 陈定（2011级本科、2015级硕士）：前竞走运动员、中国国家队队员，曾于2012年伦敦奥运会田径比赛中获得男子20公里竞走金牌，并打破奥运会纪录[7]
- 黄博凯（2014级本科）：撑杆跳运动员、中国国家队队员，曾获2016年亞洲室內田徑錦標賽男子撑杆跳冠军[8]
- 余贺新（2014级本科、2018级硕士）：游泳运动员、中国国家队队员，曾于2015年创下男子50米蝶泳亚洲纪录[9]
- 梁勁生（2015级本科、2019级硕士）：短跑运动员、中国国家队队员，曾获2017年亚洲田径锦标赛4×100米接力第一名[8]
- 梁小静（2016级本科、2020级硕士）：短跑运动员、中国国家队队员，曾获2018年亞洲室內田徑錦標賽女子60米冠军[10]
- 刘婷婷（2019级本科）：体操运动员、中国国家队队员，中国女子体操队队长，曾获2018年世界竞技体操锦标赛女子平衡木冠军[11]